# 芸能人ウワサの美人妻&イケメン夫
『芸能人ウワサの美人妻＆イケメン夫』（げいのうじんウワサのびじんづまアンドイケメンおっと）は、2008年1月3日と2010年9月17日に日本テレビ系列で放送された日本テレビ製作のバラエティ番組である。
視聴者がふだん目にすることのない芸能人の美人妻、イケメン夫、面白家族など紹介していた特別番組で、第2回では20組以上を紹介した。また第2回では、元プロ野球選手の清原和博がバラエティの司会に初挑戦することを売りにした。

## 放送リスト

### 第1回
- タイトル：『芸能人ウワサの美人妻顔出し解禁100連発スペシャル[2]』
- 放送日時：2008年1月3日（木曜） 18:30 - 21:00
- MC：くりぃむしちゅー
- 視聴率：13.1%[要出典]

### 第2回
- タイトル：『今夜初公開！芸能人ウワサの美人妻＆イケメン夫 顔が見たいスペシャル[3]』
- 放送日時：2010年9月17日（金曜） 19:00 - 20:54
- MC：今田耕司、清原和博

## スタッフ
- 企画・総合演出：高橋利之
- 構成：桜井慎一
- ナレーター：平野義和
- プロデューサー：田中宏史、遠藤正累
- チーフプロデューサー：菅賢治、松岡至
- 制作協力：ZION、日企
- 製作著作：日本テレビ